# Rafael Arnaiz Barón
Pour les articles homonymes, voir Arnaiz et Baron.
Rafael Arnaiz Barón (Burgos, 9 avril 1911 - Dueñas, 26 avril 1938), mieux connu sous le nom de frère Raphaël, est un frère oblat trappiste espagnol de l'abbaye San Isidro de Dueñas reconnu saint par l'Église catholique. Il est fêté le 26 avril.

## Biographie

### Un jeune homme normal
Rafael Arnaiz Barón est né le 9 avril 1911 à Burgos dans une famille de la haute bourgeoisie, aîné de trois garçons et une fille (Fernando, Leopoldo et Mercedes). Leur père est ingénieur des mines et leur mère, chroniqueuse mondaine et critique musicale dans divers périodiques. Enfant, il étudie dans un collège jésuite. Très tôt se révèlent sa riche sensibilité et ses dons intellectuels et artistiques, mais aussi sa santé fragile. En 1923, la famille s'installe à Oviedo, où Raphaël est externe au collège jésuite Saint-Ignace-de-Loyola.
En 1930, ses dons pour le dessin le portent à entreprendre des études d'architecture à Madrid. Cette année-là, au cours de ses vacances, il découvre l'abbaye San Isidro de Dueñas (es). L'étudiant joyeux, sérieux et sportif, apprécié de tous qu'est Rafael opte pour la vie religieuse et il entre au monastère le 15 janvier 1934. Il prend le nom de frère Marie-Raphaël.

### Trappiste
Raphaël s'adapte bien à sa nouvelle vie, même si la séparation d'avec sa famille lui coûte. Cependant, quelques mois après son entrée se déclare un diabète foudroyant : en mai 1934, il perd 24 kilos en huit jours. Il est contraint de rentrer dans sa famille pour se soigner et se rétablir. Raphaël quitte le monastère la mort dans l'âme, mais en espérant pouvoir y revenir.
Son état de santé ne s'améliore pas. Il fait de fréquents allers et retours entre le monastère et la maison de ses parents. La maladie l'empêche de suivre la règle stricte et les usages de l'ordre cistercien de la Stricte Observance. De ce fait, il n'est pas autorisé à faire profession religieuse, c'est-à-dire à émettre les trois vœux en usage chez tous les moines qui suivent la règle de saint Benoît : obéissance, conversion de vie et stabilité dans le monastère; il n'est donc pas considéré comme moine à part entière, ce qui lui cause une souffrance supplémentaire, du moins pendant un temps. Mais cela ne l'empêche pas de devenir un authentique contemplatif. Et la communauté qui l'apprécie et reconnaît déjà sa valeur spirituelle, l'accepte en son sein en tant qu'oblat régulier.
La guerre d'Espagne éclate en 1936 et rend difficile l'acheminement au monastère des médicaments nécessaires à Raphaël, qui est par ailleurs déclaré inapte au service armé. Sa santé décline, il refuse de rester chez ses parents où il serait mieux soigné qu'au monastère. Peu de temps avant sa mort, le père abbé lui remet la coule, l'habit monastique par excellence qui est normalement réservé aux moines profès (c'est-à-dire ceux qui ont fait profession), et lui annonce qu'il le fera ordonner prêtre quand il aura achevé ses études. Mais Raphaël meurt le 26 avril 1938.

## Héritage

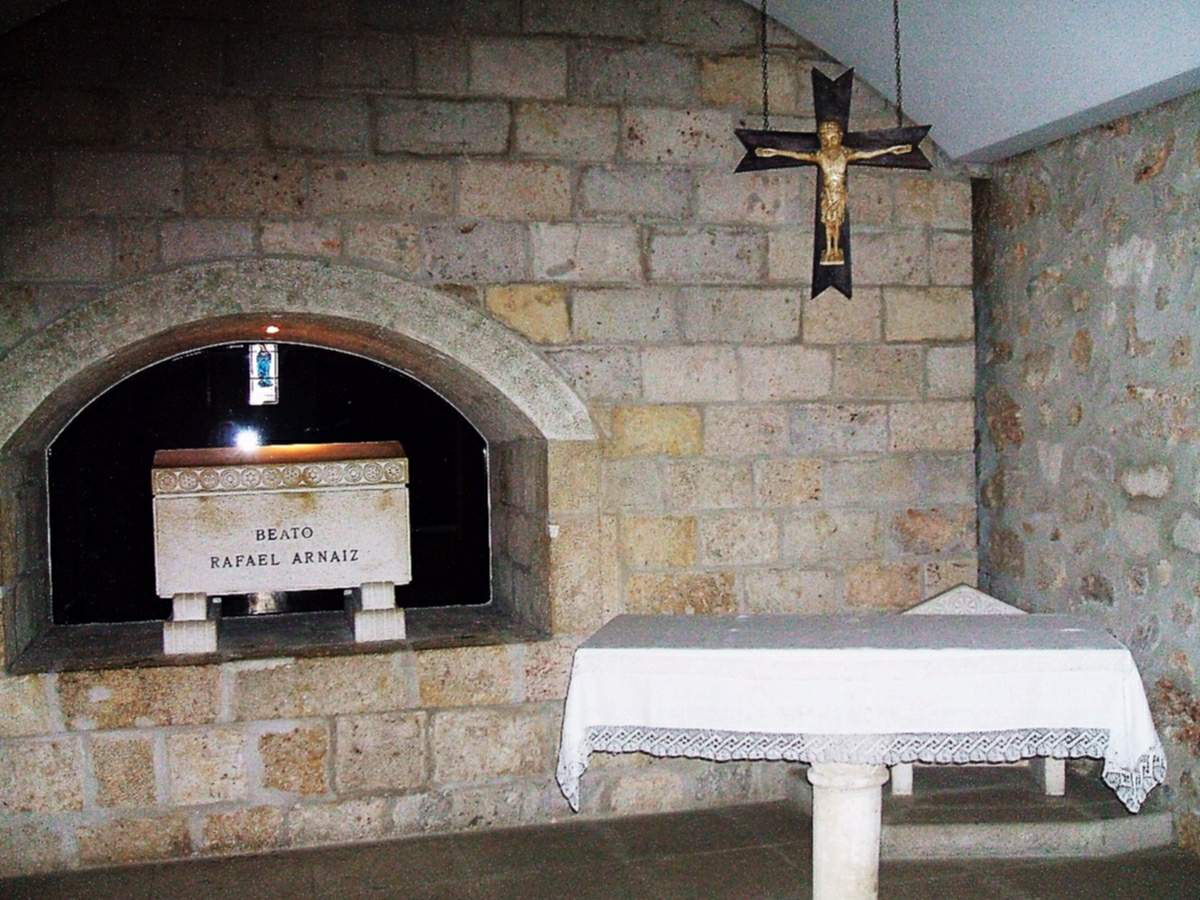
Tombe de saint Raphaël Arnáiz à la trappe San Isidro

### Reconnaissance par l'Église
Raphaël est donné comme modèle à tous les jeunes du monde par le pape saint Jean-Paul II (aux Journées mondiales de la Jeunesse de Compostelle, lors de la veillée avec les jeunes au Monte del Gozo, le samedi 19 août 1989), et il est béatifié par lui le 27 septembre 1992. Il est canonisé par le pape Benoît XVI le 11 octobre 2009. Sa fête est fixée au 26 avril d’après le Martyrologe romain,.

## Citations
- Les gens disent que le silence dans le monastère est triste et qu'il est difficile d'observer la Règle... Il n'y a pas d'opinion plus erronée... Le silence à la Trappe est le plus joyeux langage que les hommes puissent soupçonner... Ah! Si Dieu nous donnait la faculté de voir dans les cœurs, alors nous verrions que, de l'âme de ce trappiste d'aspect extérieur misérable et qui vit dans le silence, jaillit abondamment et sans arrêt un glorieux chant d'allégresse, plein d'amour et de joie envers son Créateur, envers son Dieu, envers un père affectueux qui prend soin de lui et le console... Dans le silence, ils parlent avec Dieu. (in Dieu seul, p. 26).

- Je prends aujourd'hui la plume pour que mes paroles, s'estampant sur la feuille blanche, servant de louange perpétuelle au Dieu béni, auteur de ma vie, de mon âme, de mon cœur. Je voudrais que l'univers entier, avec les planètes, tous les astres et les innombrables systèmes stellaires, soit une immense étendue, polie et brillante, où je pourrais écrire le nom de Dieu. Je voudrais que ma voix soit plus puissante que mille tonnerres, et plus forte que le fracas de la mer, et plus terrible que le grondement des volcans, pour seulement dire : Dieu ! Je voudrais que mon cœur soit aussi grand que le ciel, pur comme celui des anges, simple comme celui de la colombe (Mt 10, 16), pour y mettre Dieu ! Mais puisque toute cette grandeur dont tu rêves ne peut pas devenir réalité, contente-toi de peu et de toi-même qui n'es rien, frère Raphaël, car le rien même doit te suffire ...  (in Écrits spirituels, 4 mars 1938, trad. Cerf, 2008, p. 374).